# Acutisoma inscriptum
Acutisoma inscriptum is een hooiwagen uit de familie Gonyleptidae. De wetenschappelijke naam van Acutisoma inscriptum gaat terug op Mello-Leitão.